# Período Sengoku
O período Sengoku (japonês: 戦国時代, sengoku jidai, lit. "Período dos Estados Beligerantes")  foi uma das fases mais conturbadas e instáveis da história do Japão, marcada por constantes guerras. A rigor, este período começou no final das Guerras de Ōnin em 1477 e durou até 1573, quando o senhor da guerra Oda Nobunaga depôs o último xogum Ashikaga. Abrange aproximadamente a segunda metade do período Muromachi entendido em sentido lato, que corresponde ao xogunato Ashikaga e estende-se de 1336 a 1573.
As Guerras Ōnin (1467-1477) mergulharam o governo central do Japão numa grave crise, reduzindo a nada a autoridade política dos xoguns da dinastia Ashikaga, e com ela a da aristocracia da capital Quioto, e deixando o caminho aberto ao domínio da casta guerreira. Isto foi rapidamente interrompido por um conjunto de desordens, que os contemporâneos designaram pelo termo gekokujō, referindo-se à ideia de reversão da ordem estabelecida. Com efeito, foram geralmente pessoas dos clãs das classes médias e baixas da casta guerreira que derrubaram a elite militar tradicional e se tornaram independentes do poder central, formando nas províncias uma miríade de entidades políticas que geriam sem se reportarem a um suserano: Go-Hōjō, Imagawa, Oda, Takeda , Mōri , Shimazu , etc. Esses personagens eram designados pelo termo daimyō, qualificando um líder guerreiro, e o seu poder recaía nas suas capacidades militares e nas dos seus guerreiros vassalos, que constituíam a base dos estados provinciais deste período. A instabilidade política levou a confrontos bélicos entre diferentes clãs e lutas internas dentro dos clãs, ou entre senhores supremos e vassalos, resultando em reviravoltas frutíferas e no desaparecimento frequente de senhores da guerra, até mesmo de clãs. Embora algumas destas entidades políticas tenham conseguido desenvolver uma ordem política interna baseada num exército, num sistema jurídico e na exploração dos recursos económicos dos territórios para fins essencialmente militares, tenderam para um movimento de concentração política na segunda metade do século XVI. O período Azuchi-Momoyama, que sucedeu ao período Sengoku e se estendeu de 1573 a 1600, corresponde à última fase de conflitos entre senhores da guerra. Terminou com a unificação do Japão sob as ações sucessivas de Oda Nobunaga, que primeiro começou a estabelecer um estado hegemônico em Tōkai e Kinai, Toyotomi Hideyoshi que realizou a unificação do resto do Japão, depois Tokugawa Ieyasu que estabeleceu o regime de Edo em 1603.
O período Sengoku, e mais amplamente o século e meio de 1450 a 1600, correspondem a uma longa fase de transição entre o Japão medieval e o da "primeira modernidade", entre o colapso do xogunato Ashikaga e o estabelecimento do xogunato Tokugawa. As estruturas políticas e sociais do Japão medieval foram abaladas e depois gradualmente destruídas durante os problemas desta era bélica, que viu o estabelecimento de uma nova ordem sócio-política que lançou as bases do longo período Edo (1603 – 1868). Este período foi também caracterizado pelo estabelecimento de estruturas políticas mais autónomas que surgiram no contexto do enfraquecimento dos poderes centralizadores, a partir de comunas rurais cada vez mais autónomas que deram origem a várias ligas de guerreiros locais, por vezes sob os auspícios de movimentos religiosos. Esta época foi também marcada pelo crescimento económico, sobretudo perceptível no domínio comercial, que resultou também no crescimento urbano e na afirmação política das comunidades burguesas nas grandes cidades (Quioto, Sakai). O horizonte do Japão abriu-se após o estabelecimento dos primeiros contactos com navios europeus em 1543, então o início da implantação do cristianismo no país. Do ponto de vista cultural, o Japão ficou marcado por uma significativa influência chinesa, mas obteve desenvolvimentos significativos a partir da cultura Higashiyama (décadas de 1480-1490) , contribuindo para forjar a estética japonesa dos períodos seguintes, nomeadamente na arte da cerimónia do chá, arranjos florais, pintura em pergaminhos e telas, organização do espaço interior, etc.

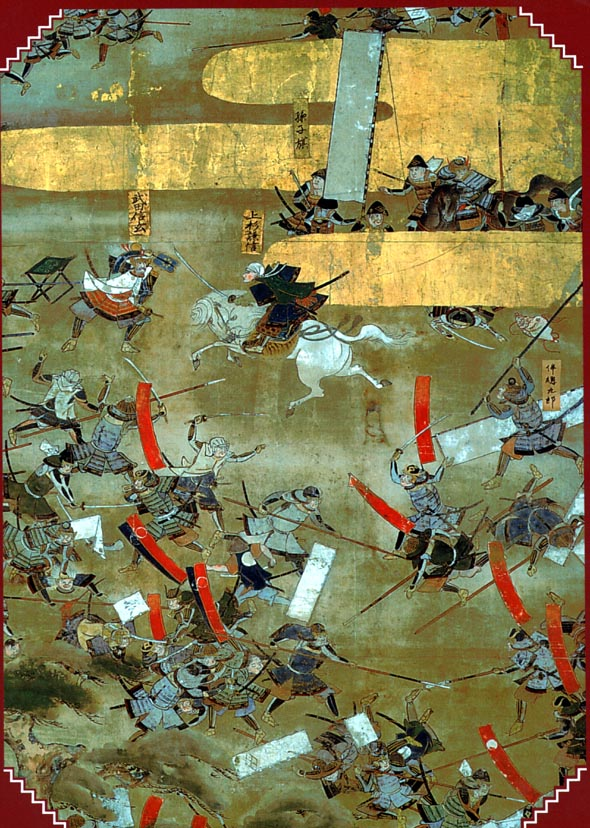
Gravura que demonstra a sangrenta guerra civil em que o Japão mergulhou durante o período

Após o declínio do shogunato Ashikaga, vários clãs próximos do shogun tentavam aplicar um golpe de estado, a fim de tomar o poder do país, já que o xogunato anterior estava caindo após quatrocentos anos de governo. Inicia-se uma guerra civil entre vários clãs japoneses, como o Hojo, o Takeda, o Uesugi, o Mori e o Imagawa. O conflito atinge proporções completamente diferentes àquelas que os intervenientes estavam habituados. A introdução da arma de fogo (arcabuz.) pelos exploradores portugueses levou aos beligerantes a usarem-nas num novo estilo militar que tomou um sangrenta violência.
Após o período de guerras, veio o período Edo, com o xogunato Tokugawa, sendo o governo de facto do Japão por duzentos anos até a instauração do período Meiji, que pôs um fim  ao xogunato.

### A ruptura: as Guerras Ōnin (1467-1477)

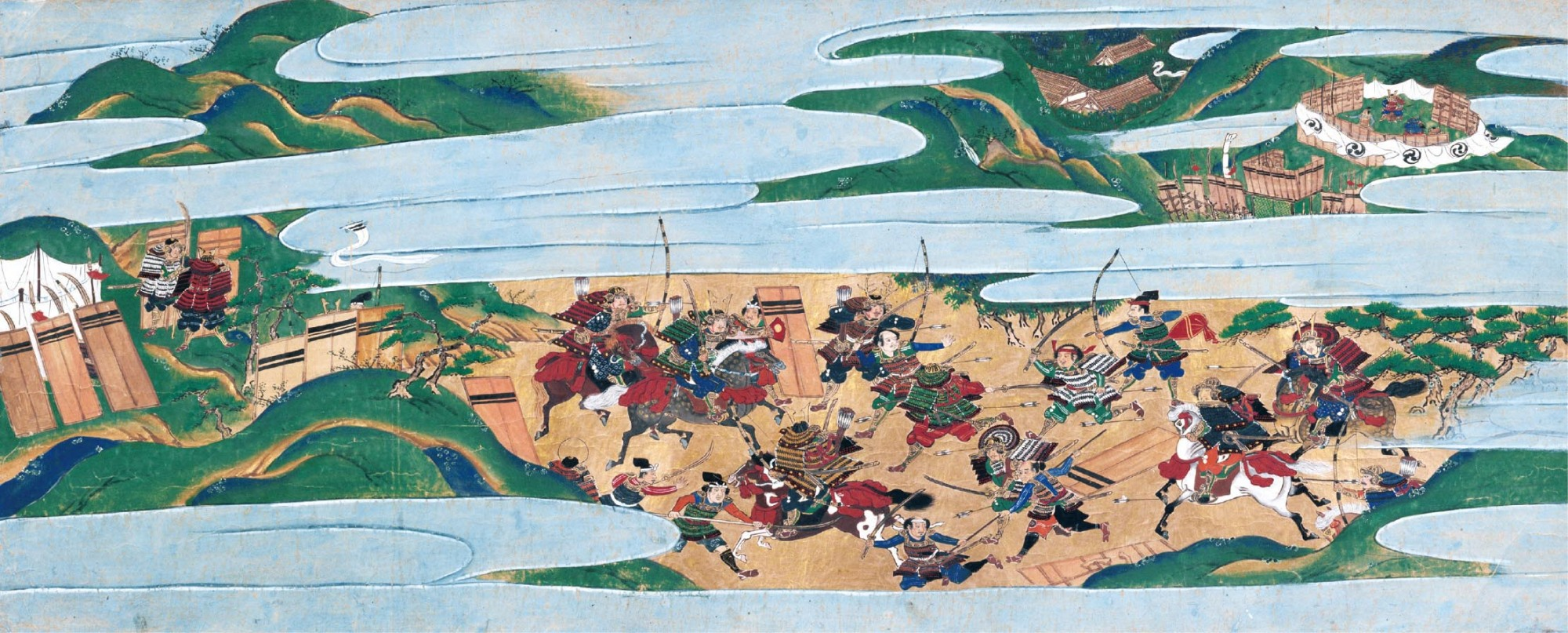
Confrontos da Guerra de Ōnin. Shinnyo-dō engi emaki ("Pergaminho Ilustrado da História do Templo Shinnyo-dō"), Shinnyo-dō (Quioto), 1524.

O início do período Sengoku foi marcado por uma década de guerras que durou de 1467 a 1477, agrupadas sob o nome de "guerras de Ōnin" ( Ōnin no ran ) ou "guerras de Ōnin e Bunmei", Ōnin (1467 – 1469) e Bunmei (1469 – 1487) sendo as épocas durante as quais se desenrolaram. Estes conflitos surgiram num contexto de enfraquecimento do xogunato Ashikaga, em princípio a autoridade política suprema do país, mas minado pelo assassinato do xogum Yoshinori em 1441. Este evento abriu caminho para uma ascensão no poder dos grandes clãs cujos líderes detinham comandos militares provinciais: o shugo, particularmente nas províncias orientais, mas também na região de Quioto, o Kinai, onde o clãs Yamana e Hosokawa disputavam o domínio na corte do xogum. Os principais clãs do país eram muitas vezes divididos por guerras de sucessão, e foi um deles, dentro do clã Hatakeyama , que desencadeou o conflito para o qual foram arrastados os outros clãs, incluindo os dois mais importantes, já que de um lado estava Hatakeyama Masanaga, aliado a Hosokawa Katsumoto, e por outro Hatakeyama Yoshinari, aliado de Yamana Sōzen (ou Mochitoyo). Somou-se a isso um conflito de sucessão dentro do clã Shiba cujos interessados buscavam uma aliança semelhante, bem como um conflito na família do xogum Ashikaga Yoshimasa, entre o seu irmão Yoshimi e o seu filho Yoshihisa. Seja como for, estas disputas foram um pretexto para que os Hosokawa e os Yamana pegassem nas armas em 1467: os primeiros formaram a coligação Oriental e os segundos a coligação Ocidental, que entraram numa série de conflitos que causaram, desde o início das hostilidades, a destruição da maior parte de Quioto, principalmente do seu sector oficial, e a devastação da zona rural de Kinai. A morte por doença dos dois líderes das coligações, Hosokawa Katsumoto e Yamana Sōzen, em 1473, acalmou os conflitos, que no entanto continuaram por mais alguns anos. Mas o principal tinha acontecido: o enfraquecimento do xogunato tinha sido acelerado, e embora Yoshihisa tivesse subido ao poder após a abdicação do seu pai, já não exercia qualquer controlo sobre os principais líderes militares provinciais, que tinham conseguido emancipar-se ainda mais após a devastação do centro político do Japão. Ao mesmo tempo, as revoltas camponesas, já comuns na primeira metade do século XV , espalharam-se por Kinai durante a década de 1470. O período das Guerras de Ōnin, que terminou sem vencedor entre os beligerantes, levaria o Japão para uma nova era.

### Gekokujō: um período de reversões
Os processos de ascensão e descida social, ao longo de várias gerações ou no espaço da vida de um único homem, foram mais frequentes do que em períodos anteriores. Isto é indicativo de uma maior fluidez social e política durante esta época conturbada, parte daquilo que os japoneses medievais designavam pelo termo gekokujō , “o inferior prevalece sobre o superior”, o que pode ser entendido como um fenómeno de que pode ser entendido como um fenómeno de “derrube das hierarquias tradicionais e de surgimento de novos valores” ( P.-F. Souyri ). Na verdade, se as relações sociais tradicionais nas elites medievais eram aquelas que ligavam os membros de um mesmo clã, em princípio liderados por um chefe com primazia sobre os demais, e também os laços feudais entre um suserano/chefe e o seu vassalo/servo , o final do período medieval está repleto de casos em que aqueles que ocupavam posições inferiores tentaram, muitas vezes com sucesso, derrubar o seu superior para assumir a sua posição.
O sengoku-daimyō ocupou, portanto, uma posição central nos desenvolvimentos da época, aproveitando as oportunidades oferecidas pelo colapso do poder central e dos principais clãs. Além disso, têm sido geralmente o principal ponto de interesse dos historiadores do período, que têm feito diversas avaliações das suas qualidades como líderes militares, líderes de homens e políticos. O seu poder baseava-se na força, tinha aspetos carismático, dependia do seu sucesso, da sua capacidade de tomar o poder, mantê-lo e se possível estendê-lo, da sua capacidade de governar e garantir a lealdade dos seus vassalos, em particular constituindo uma companhia guerreira. Esses homens ou linhagens de homens forjaram domínios de uma província através da guerra, e então aqueles que tiveram mais sucesso conseguiram estender o seu domínio sobre outros e aumentar o seu número de vassalos. Gozavam de total independência nos seus domínios (o que os diferenciava do shugo da época anterior, que exercia o seu poder sob a égide do xogum), e é sem dúvida por isso que os observadores europeus da época se lhes referiam como “reis”. Mas o seu poder permanecia territorialmente limitado a uma parte do arquipélago japonês e, acima de tudo, a sua posição era geralmente muito precária, devido à sua capacidade de triunfar em conflitos, que, na maior parte, apenas conseguiram pequenas vitórias, na melhor das hipóteses, e o seu destino foi frequentemente marcado por desafortunadas reviravoltas, o que explica porque a maioria dos senhores da guerra do período teve um destino trágico, e muitas linhagens puderam ser exterminadas, ou pelo menos perder toda a importância política em poucos anos. Berry ofereceu uma visão inglória deste grupo, composto por figuras "que irrefletidamente recorreram à violência para vingar insultos, aumentar o prestígio, garantir a apropriação de terras e satisfazer os apetites de servidores oportunistas". Ninguém pretendia refazer o mundo ou mesmo lutar por muito tempo; todos procuravam ganhos marginais que, em última análise, lhes custaram tudo”.. 
Além disso, a atenção dos historiadores tem-se centrado principalmente nas figuras principais que são os três unificadores da era Azuchi Momoyama, Oda Nobunaga, Toyotomi Hideyoshi e Tokugawa Ieyasu, que puseram fim ao período bélico da década de 1560, e cada um à sua maneira lançou as bases de uma nova ordem política, pelo que são personagens com realizações mais duradouras, mesmo que não exista uma interpretação dominante do seu papel histórico (ver abaixo). Em todo o caso, se a abordagem recente da história política está menos centrada nas figuras dos “grandes homens”, continua a ver no grupo dos “sengoku-daimyō” os principais actores da evolução do período Sengoku, e muitas vezes agentes da modernização, obviamente nos campos militar e político, mas também se destacam os seus papéis nas mudanças sociais e económicas, e também culturais, urbanas e arquitectónicas. Em todo o caso, é oportuno ter em conta as numerosas divergências existentes em função das personalidades do ‘daimyō’ e dos contextos geográficos, que tendem a dificultar as generalizações..
Além disso, este período de derrubada de hierarquias foi também marcado pela presença de outras formas de organização política, baseadas na solidariedade local, onde os senhores da guerra não conseguiram ou não quiseram alargar a sua autoridade, ou mesmo ali de onde foram expulsos pela força: as “ligas” rurais, reunindo comunidades de guerreiros que permaneceram autónomas, as comunas urbanas capazes de assegurar a sua própria defesa.

### Uma era de fragmentação política e de conflito (1477-1568)

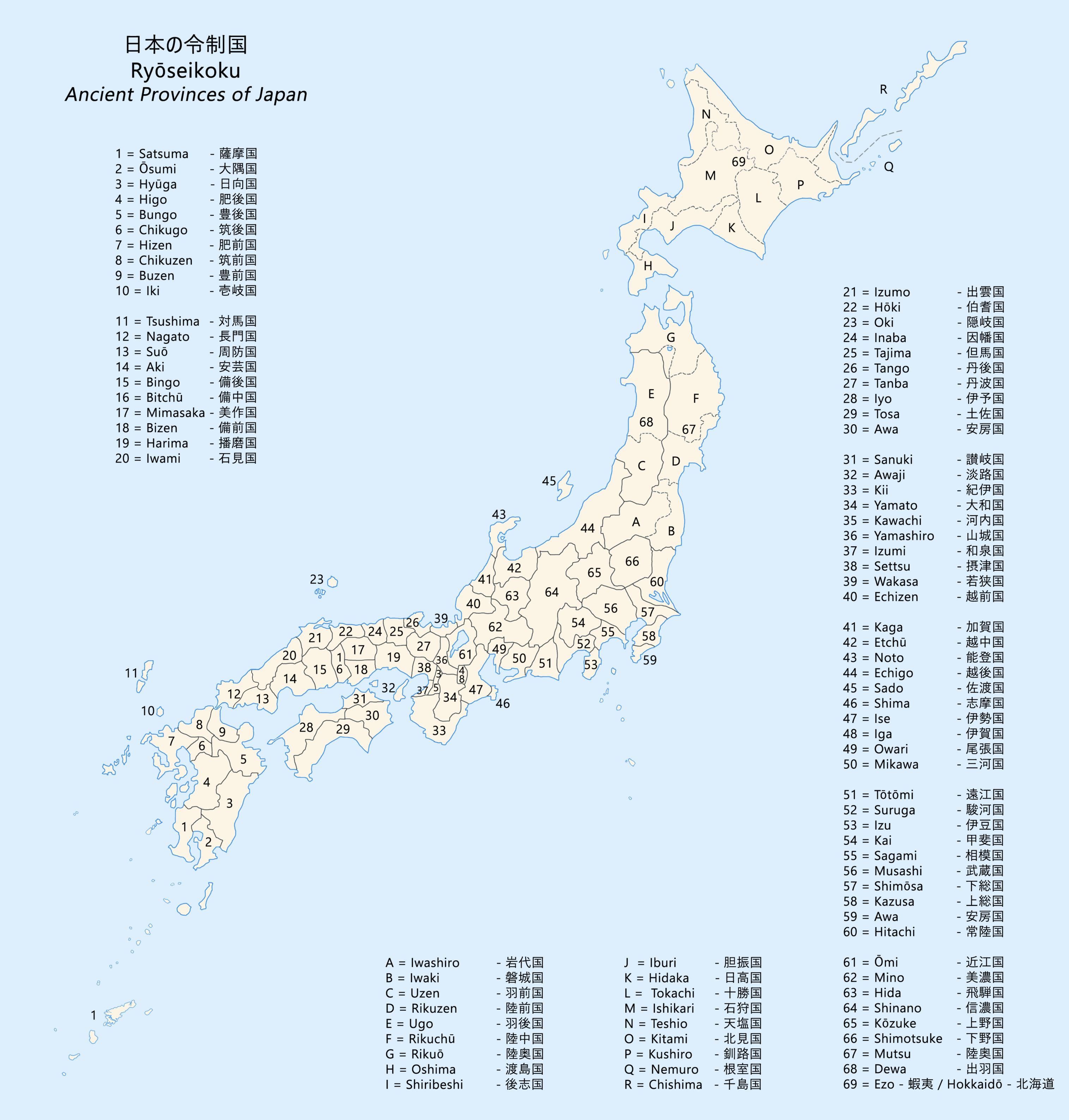
Localização das províncias do Japão medieval.

Durante o período Sengoku stricto sensu, que se estende desde o final da Guerra de Ōnin em 1477 até à conquista em Quioto de Oda Nobunaga entre 1568 e 1573, o Japão estava politicamente dividido e mergulhado numa série de conflitos entre senhores da guerra que haviam conquistado domínios nas várias províncias. A região da capital Quioto, a Kinai, perdeu o seu papel político central e impulsionador com o desaparecimento do shogunato Ashikaga, e viveu um período de grande instabilidade, sem nenhuma força estável que garantisse ali a sua autoridade. As províncias, por outro lado, assistiram ao surgimento gradual de estruturas políticas estabelecidas pelos senhores da guerra mais poderosos e pelos seus sucessores, caso conseguissem preservar a sua herança. O período Sengoku foi, por isso, também um momento de afirmação política e de desenvolvimento das "periferias", em particular da Tōkai, Kantō, do Ocidente de Honshū e de Kyūshū.

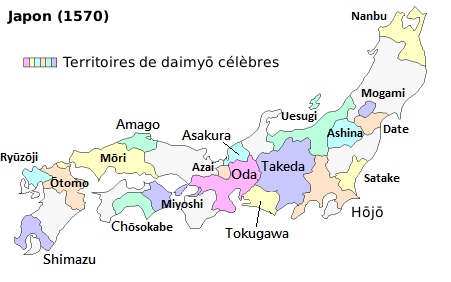
Distribuição aproximada das áreas de influência dos principais clãs em 1570.